# Casa noastră pe rotile
Casa noastră pe rotile este un film românesc din 1984 regizat de Alexandru Boiangiu.